# IEEE 802.11s
IEEE 802.11s – zatwierdzony w 2011 roku przez IEEE standard określający działanie bezprzewodowych sieci komputerowych o topologii kratowej (ang. Mesh Topology Network) i współpracę takiej sieci z innymi sieciami zgodnymi z IEEE 802.11.

## Historia
Pomysł stworzenia standardu opisującego działanie sieci typu mesh narodził się na początku 2004 r. W lipcu tego samego roku stworzono grupę roboczą, która miała zająć się opracowaniem zagadnienia. Grupa wystosowała otwarte pytanie o propozycje dla określenia standardu 802.11s. Otrzymano 15 zgłoszeń, z których, po zgodzie 2 największych konsorcjów partycypujących w przedsięwzięciu: Wi-Mesh Alliance (WiMA), wspierany przez takie instytucje jak Accton, ComNets, InterDigital, NextHop, Nortel, Philips, Extreme Networks, MITRE, Naval Research Laboratory, Swisscom Innovations i Thomson oraz SEEMesh wspierany przez: Firetide Networks, Intel, Nokia, Motorola, NTT DoCoMo i Texas Instruments) udało się stworzyć w listopadzie ujednolicony projekt standardu 802.11s. Ostateczne zatwierdzenie standardu 802.11s miało nastąpić pod koniec 2009 r.

## Topologia Mesh
Założeniem topologii sieciowej mesh (kratowa, sitowa) jest możliwość komunikacji pomiędzy elementami sieci bez konieczności angażowania jednostki centralnej sieci typu punkt dostępu. W takiej sieci każde urządzenie sieciowe może komunikować się z każdym innym urządzeniem bezpośrednio (jeśli oba urządzenia bezpośrednio ze sobą sąsiadują) lub za pośrednictwem dowolnych innych elementów sieci (gdy element docelowy jest poza bezpośrednim zasięgiem źródła). Taka topologia ma podstawowe zalety:
- łatwość poszerzania sieci,
- możliwość stosowania w trudno dostępnych obszarach, gdzie instalacja kablowa może być niemożliwa do realizacji,
- sieć taka jest samonaprawialna, gdyż inne elementy automatycznie przejmują funkcje pośredniczenia przy przesyłaniu informacji, gdy któryś z elementów przestaje działać,
- przy zastosowaniu odpowiedniej konfiguracji można osiągnąć olbrzymi zasięg i dużą przepustowość,
- oszczędność energii, gdyż komunikacja występuje tylko na niewielkie odległości pomiędzy bezpośrednio sąsiadującymi elementami.

## Trasowanie
Trasowanie definiowany przez 802.11s oparty jest na 2 protokołach:
- Domyślny – HWMP (ang. Hybrid Wireless Mesh Protocol) – łączy dynamiczny sposób trasowania „on-demand” i metodę „pro-actve tree”.
  - Pierwsza oparta jest na RM-AODV (ang. Radio Metric Ad-hoc On Demand Distance Vector, RFC 3561 ↓). Polega na wyszukiwaniu drogi poprzez rozesłanie pakietów „Route Request” do okolicznych elementów sieci z prośbą, aby urządzenie docelowe ustanowiło połączenie (gdyż będzie znało najkrótszą drogę do źródła). Zestawiona droga połączenia jest utrzymywana przez uczestniczące elementy, aż nastąpi koniec połączenia lub nadejdzie sygnał błędu „Route Error” sygnalizujący uszkodzenie i konieczność ustanowienia nowego połączenia. Zaletą takiego trasowania jest brak konieczności pamiętania dużej liczby gotowych wzorców ścieżek połączeń i nieczułość na zmiany w strukturze sieci.
  - Metoda „pro-active tree” jest oparta na zasadzie struktury drzewa. Struktura taka jest budowana z uwzględnieniem kosztu dotarcia do korzenia. W pamięci też pozostaje wytyczona ścieżka zastępcza na wypadek utraty połączenia „najtańszą trasą”. Pozwala to uniknąć ponownego budowania drzewa. Metoda ta jest szybka, ogranicza ilość przesyłanych danych konfiguracyjnych (nie trzeba tak często rozsyłać pakietów typu „broadcast” (do wszystkich), lecz jest wrażliwa na zmiany struktur sieciowych.
- Opcjonalny – RA-OLSR (ang. Radio Aware Optimized Link State Routing protocol) – bazowany na standardowym protokole OLSR (ang. Optimized Link State Routing, RFC 3626 ↓), który został poszerzony o protokoły współpracujące z sieciami zgodnymi z 802.11. Metoda ta polega na ograniczeniu liczby elementów sieci wysyłających informacje konfiguracyjne. Każdy MPR (ang. Multi Point Relay) – wybrany element sieci – zapamiętuje wszystkich swoich bezpośrednich sąsiadów co pozwala zaoszczędzić ilość przesyłanych przez sieć informacji konfiguracyjnych.

Głównym założeniem trasowania sieci mesh jest kompatybilność z innymi sieciami zgodnymi z 802.11. Każda jednostka sieci sama ma decydować, czy punkt docelowy jest w sieci mesh czy poza jej strukturą i wtedy, na który portal skierować daną wiadomość.

## Zabezpieczenia
Tworząc standard 802.11s w dziedzinie zabezpieczeń posłużono się standardami IEEE 802.11i i IEEE 802.1X. Zastosowano również klucze do identyfikowania uprawnionych członków sieci. Klucze te nie mogą zostać podsłuchane przez jednostki nieuprawnione. Klucz PMK (ang. Pairwise Master Key) musi zostać obustronnie zaakceptowany przez strony nawiązujące łączność. Istnieje też możliwość stworzenia kluczy grupowych do transmisji typu broadcast i multicast.